# مقاطعة فرانكلن (كنتاكي)
مقاطعة فرانكلن (بالإنجليزية: Franklin County)‏ هي إحدى المقاطعات في ولاية كنتاكي في الولايات المتحدة الأمريكية.

## أعلام
- ديفيد وايت
- جيمس هنري رايت
- مونتجومري بلير
- شون كينغ